# Ads.txt
ads.txt ( Authorized Digital Sellers ) est une initiative de l'IAB Technology Laboratory . Il décrit un fichier texte que les entreprises peuvent héberger sur leurs serveurs web, répertoriant les autres entreprises autorisées à vendre leurs produits ou services. Il est conçu pour permettre aux annonceurs de vérifier l'authenticité des entreprises commercialisant la publicité auprès desquelles elles achètent des encarts publicitaires, afin de prévenir la fraude.

## État d'adoption
En novembre 2017, plus de 44 % des 1000 sites web du classement d'Alexa, disposaient de fichiers ads.txt. Plus de 90 000 sites utilisaient ads.txt, contre 3 500 en septembre 2017, selon Pixalate. Parmi les 1 000 principaux sites qui vendaient de la publicité programmatique, 57 % avaient installé un fichier ads.txt, contre 16 % en septembre, selon Pixalate.
Dernières données d'adoption par le tableau de bord de l'industrie Ads.txt de FirstImpression.io :
| Catégorie de sites Web | 30 janvier 2020 | 30 janvier 2019 | 30 janvier 2018 |
| ---------------------- | --------------- | --------------- | --------------- |
| Alexa Top 1 000        | 44,20%          | 40,90 %         | 33,70 %         |
| Top 5 000 d'Alexa      | 39,58 %         | 36,00%          | 29,06 %         |
| Top 10 000 d'Alexa     | 36,66 %         | 32,75 %         | 25,18%          |
| Top 30 000 d'Alexa     | 31,71%          | 26,34 %         | 18,52 %         |

Google a été un promoteur actif du protocole  ads.txt et a encouragé son adoption rapide par les éditeurs, notamment en imposant aux éditeurs du réseau Google Adsense d'intégrer le fichier sur leur site web. Depuis fin octobre 2017, Google Display & Video 360 n'achète l'inventaire publicitaire qu'à partir de sources identifiées comme vendeurs autorisés dans le fichier ads.txt d'un site éditeur, lorsqu'un fichier est disponible. ads.txt peut devenir obligatoire pour Display & Video 360.

## Format de fichier
La spécification ads.txt de l'IAB  décrit le formatage des fichiers ads.txt qui peuvent contenir trois types d'enregistrement ; enregistrements de données, variables et commentaires. Un fichier ads.txt peut inclure n'importe quel nombre d'enregistrements, chacun placé sur sa propre ligne.
Étant donné que le format de fichier ads.txt doit être strictement respecté, des outils de validation, de gestion et de collaboration sont apparus pour permettre de vérifier que les fichiers ads.txt respectent les spécifications.
La version v1.0.2  recommande d'utiliser un enregistrement de type placeholder pour indiquer l'intention d'un fichier ads.txt vide : placeholder.example.com, placeholder, DIRECT, placeholder
La version v1.1 offre la possibilité de préciser pour le fichier ads.txt de chaque site le nom de domaine du propriétaire (ownerdomain) et, le cas échéant, le nom de domaine du partenaire qui commercialise l'espace publicitaire de façon exclusive ou principale (managerdomain). D'autre part, 